# Про громадянина
«Про громадянина» (лат. De Cive) — одна з головних праць Томаса Гоббса. Спочатку книга була опублікована латинською мовою в Парижі в 1642 році, а потім ще два латинські видання зроблено в 1647 році в Амстердамі. Англійський переклад твору вперше з'явився через чотири роки (Лондон, 1651) під назвою «Філософські зачатки щодо уряду та суспільства».
Ідеї роботи співзвучні з ідеями більш відомої роботи Гоббса «Левіафан». Знаменита фраза bellum omnium contra omnes («війна всіх проти всіх») вперше з'явилася саме у «Про громадянина».

## Історичні обставини
«Про громадянина» є першою з трилогії творів Гоббса, присвячених людському пізнанню; інші дві роботи трилогії — De Corpore («Про тіло»), опублікована в 1655 році, і De Homine («Про людину»), опублікована в 1658 році. Через політичні потрясіння того часу, а саме заворушення, що призвели до Громадянської війни 1642 року, Гоббс поспіхом «доростив і зірвав» роботу, яка систематично посідатиме останнє місце: «Про громадянина». Цей твір складається з трьох частин: Libertas (свобода), Imperium (панування) і Religio (релігія). У першій частині він описує природний стан людини, розглядаючи природні закони; у другій — вказує на необхідність встановлення стабільного правління. Нарешті, в третій частині він пише про релігію.

## Публікація
«Про громадянина» завершено в листопаді 1641 року — до громадянської війни в Англії (тому аргументи, повторені десятиліттям пізніше в Левіафані, не можуть залежати виключно від тієї війни). Книгу видали латиною в 1642 році; виправлене видання з'явилося в 1647 році. Його переклали англійською мовою під назвою «Філософські зачатки щодо уряду та суспільства» (опубліковано в 1651 році). Джон Обрі свідчить, що Гоббс сам переклав частину твору англійською мовою з таким успіхом, що майбутній перекладач радше залишив би Гоббса виконувати цю роботу; невідомо, чи це було справді так.
Видання праці Г. Уоррендера (латинська та англійська версії; Оксфорд: Clarendon Press, 1983) є стандартним на сьогодні.